# Section de la Montagne
La section de la Montagne était, sous la Révolution française, une section révolutionnaire parisienne.

## Représentants
- Jean Michel Séguy, né en 1741, médecin, demeurant 11 rue de Ventadour[2]
- Jean Baptiste Marino, né en 1756, peintre en porcelaine et marchand de porcelaine. C'est l'un des membres les plus exaltés[3]. Il avait conseillé de massacrer le 22 députés Girondins que la municipalité avait dénoncée à la Convention le 26 germinal an I (15 avril 1793). La Commission des Douze le fit alors emprisonné et il ne fut libéré qu'à la chute de la Gironde.
- Lestage

## Historique
La section de la Montagne se nomma tout d’abord « section du Palais-Royal », elle prit le nom de « section de la Butte-des-Moulins » en août 1792, puis « section de la Montagne » d'août 1793 au 21 frimaire an III (11 décembre 1794), et à nouveau « section de la Butte-des-Moulins » du 21 frimaire an III au 19 vendémiaire an IV (11 octobre 1795).

## Limites
La rue Saint-Honoré à gauche, depuis la place Vendôme jusqu’à la rue des Bons-Enfants à gauche : la rue Neuve-des-Bons-Enfants à gauche, jusqu’à la rue Neuve-des-Petits-Champs : la rue Neuve-des-Petits-Champs jusqu’à la place Vendôme, à gauche : la place Vendôme, à gauche, jusqu’à la rue Saint-Honoré.

## Intérieur
Les rues de la Sourdière, Neuve-Saint-Roch, d'Argenteuil, des Moineaux, l'Évêque, des Orties, Clos-Georgeot, des Moulins, Royale, de Ventadour, Thérèse, du Hasard, Villedo, Sainte-Anne, Traversière : la rue de Richelieu des deux côtés, depuis la rue Saint-Honoré jusqu’à la rue Neuve-des-Petits-Champs : le Palais-Royal et les rues de son pourtour, et généralement tous les rues, culs-de-sac, places, etc. enclavés dans cette limite.

## Population
16 720 habitants, dont 1 334 ouvriers et 1 008 économiquement faibles[réf. nécessaire].

## Local
La section du Palais-Royal se réunissait dans l’église Saint-Roch.

## Évolution
Après le regroupement par quatre des sections révolutionnaires par la loi du 19 vendémiaire an IV (11 octobre 1795) qui porte création de 12 arrondissements, la présente section est maintenue comme subdivision administrative, puis devient, par arrêté préfectoral du 10 mai 1811, le quartier du Palais-Royal (2e arrondissement de Paris).